# Reprezentacja Tunezji w rugby 7 mężczyzn
Reprezentacja Tunezji w rugby 7 mężczyzn – zespół rugby 7, biorący udział w imieniu Tunezji w meczach i sportowych imprezach międzynarodowych, powoływany przez selekcjonera, w którym mogą występować wyłącznie zawodnicy posiadający obywatelstwo tego kraju, mieszkający w nim, bądź kwalifikujący się ze względu na pochodzenie rodziców lub dziadków. Za jego funkcjonowanie odpowiedzialna jest Tunezyjska Federacja Rugby, członek CAR oraz IRB.

## Turnieje

### Udział wPucharze Świata
| Rok  | Wynik                      | Źródło |
| ---- | -------------------------- | ------ |
| 1993 | –                          |        |
| 1997 | –                          |        |
| 2001 | –                          |        |
| 2005 | 13–16 (ćwierćfinały Plate) |        |
| 2009 | 13–16 (ćwierćfinały Plate) |        |
| 2013 | 21–24 (ćwierćfinał Bowl)   |        |